# Üzenet (folyóirat, 1971–)
Az Üzenet irodalmi, művészeti, kritikai és társadalomtudományi folyóirat. 1971-ben indult, székhelye Szabadka, havonkénti periodicitással jelent meg, majd negyedévente. Nyelve magyar, ISSN száma 0350-493X, YU ISSBN 0350-493X.

## Szerkesztői, működése
A folyóiratot Dér Zoltán szorgalmazására alapította Szabadka város képviselő-testülete 1971-ben, 1993-tól a szabadkai íróközösség adta közre. Fő- és felelős szerkesztője Biacsi Antal, 1978-tól Urbán János, 1984-től Csordás Mihály, 1989-től Dér Zoltán, a 2000-es években Lovas Ildikó. A délszláv háború számos gondot okozott mind a kiadásban, mind a terjesztésben.
A szabadkai írók mellett a régió számos magyar írója publikált itt. A magyar szépirodalmi és kritikai munkák mellett délszláv írók műveit jelentették meg magyar nyelven. Értékesek különszámaik, melyek egy-egy íróról vagy periodikáról (7 Nap c. lapról, 1987) szólnak. Áttekintést nyújtottak például: Csáth Géza munkásságáról 1977-ben, majd 1987-ben (Emlékkönyv Csáth Géza születésének századik évfordulójára / [szerk. Dér Zoltán]. – Szabadka : 1987.) Készült tematikus összeállítás Szentey Kornél (1983), Kosztolányi Dezső (1987), Vuk Stefanović Karadžić (1987), Ortutay Gyula stb. munkásságáról is.
Pályázataikkal, díjaikkal ösztönözték a fiatal írói nemzedéket. A folyóirat 2006 óta szünetel.(?)